# Salinamexus
Salinamexus är ett släkte av skalbaggar. Salinamexus ingår i familjen kortvingar.
Kladogram enligt Catalogue of Life:
| Salinamexus | \| \| Salinamexus browni \| \| \| \| \| \| Salinamexus reticulatus \| \| \| \| |
|             | \| \| Salinamexus browni \| \| \| \| \| \| Salinamexus reticulatus \| \| \| \| |
|             | Salinamexus browni                                                             |
|             |                                                                                |
|             | Salinamexus reticulatus                                                        |
|             |                                                                                |